# Emil Georg Bührle

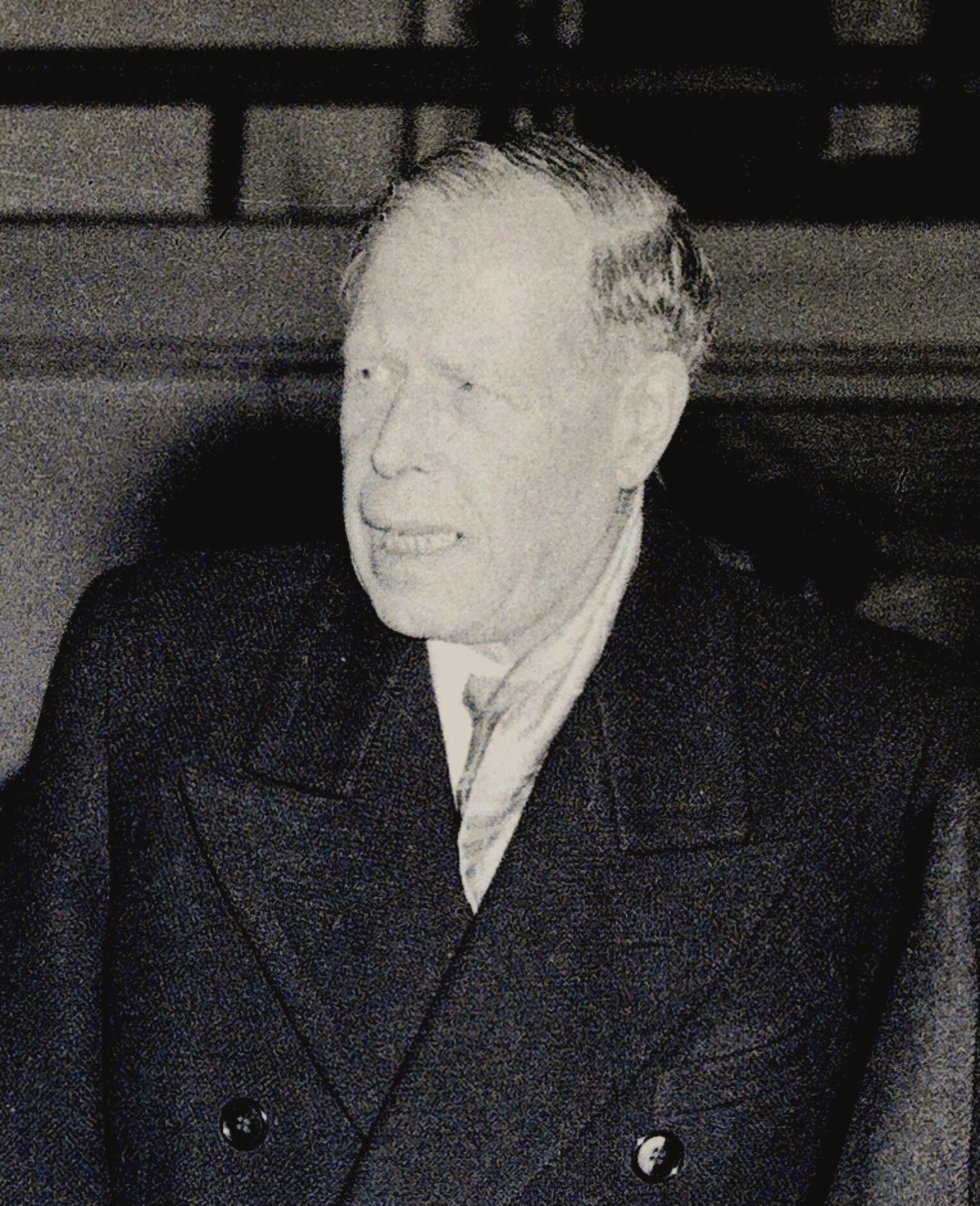
Emil Bührle (1954)

Emil G. Bührle (* 31. August 1890 in Pforzheim; † 28. November 1956 in Zürich) war ein Schweizer Waffenfabrikant und Spinnereibesitzer deutscher Herkunft, Kunstsammler und Mäzen. Er war langjähriger Geschäftsführer und Mehrheitsaktionär der Werkzeugmaschinenfabrik Oerlikon. Aus seiner Kunstsammlung ging die Stiftung Sammlung E. G. Bührle hervor.

## Leben und Wirken

### Frühes Leben

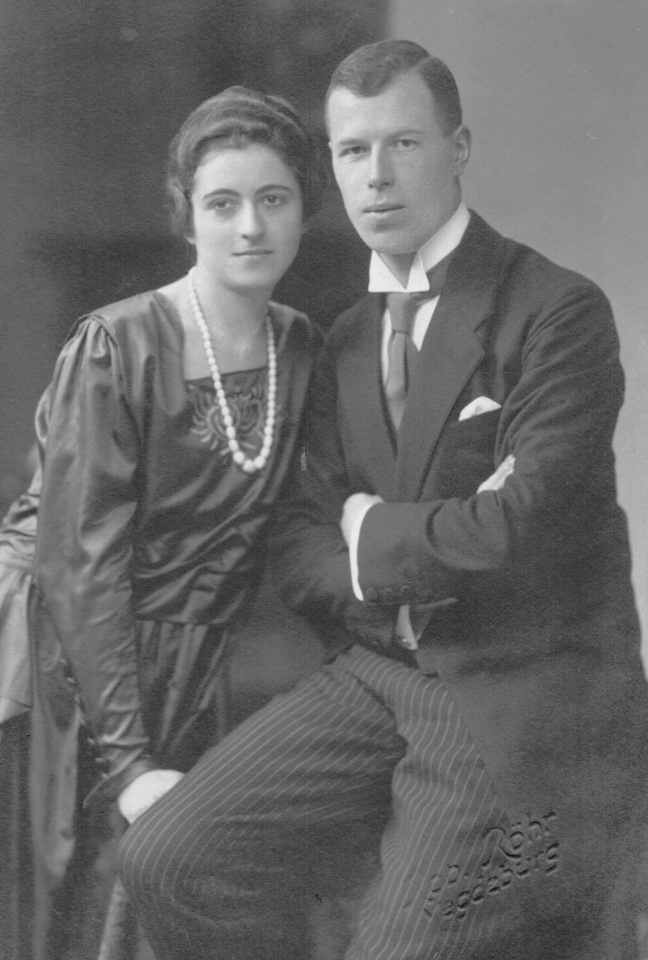
Charlotte Schalk und Emil Bührle 1919 bei ihrer Verlobung

Der Sohn des aus Kappel am Rhein stammenden Finanzbeamten Josef Bührle und der Rosa Bührle, geb. Benz, entdeckte seine Leidenschaft für moderne französische Malerei 1913 bei der Einweihung des Impressionistensaals in der Berliner Nationalgalerie. Nach dem Studium der Philosophie, Literaturgeschichte und Kunstgeschichte an den Universitäten Freiburg und München nahm Bührle als Unteroffizier und später Leutnant im  Dragoner-Regiment Nr. 22 am Ersten Weltkrieg teil, wo er in Frankreich, Galizien und Rumänien eingesetzt wurde. Bei Kriegsende kehrte Bührle zunächst nicht wieder ins Zivilleben zurück, sondern blieb bei seiner Einheit, die sich dem Freikorps des Generals Dietrich von Roeder anschloss. Dort diente Bührles Kompanie als Stabswache bzw. Reserve und nahm aktiv an der Niederschlagung der Novemberrevolution in Berlin teil. Aus der 1920 in Magdeburg geschlossenen Ehe mit der Bankierstochter Charlotte Schalk (1896–1979) gingen die Kinder Dieter (1921–2012) und Hortense (1926–2014) hervor.
1919 trat er in die Magdeburger Werkzeugmaschinenfabrik ein und stieg bis zum Prokuristen auf. Die Magdeburger Werkzeugmaschinenfabrik kaufte 1923 die Werkzeugmaschinenfabrik Oerlikon, deren Geschäftsführer Bührle im Folgejahr wurde. Im selben Jahr erfolgte der Umzug nach Zürich. 1924 kaufte das Unternehmen auf Bührles Anraten die insolvente Maschinenfabrik Seebach hinzu und erlangte damit die Patente für eine 20-Millimeter-Kanone. Von nun an wurden neben Werkzeugmaschinen auch Waffen produziert. Als das Magdeburger Mutterhaus 1927 selbst in finanzielle Schwierigkeiten geriet, erwarb Bührle mit Unterstützung seines Schwiegervaters 15 Prozent der Aktien und wurde 1929 Mehrheitsaktionär der Werkzeugmaschinenfabrik Oerlikon (später Oerlikon-Bührle Holding AG). 1937 bekam Bührle die Schweizer Staatsbürgerschaft.

### Bührle als Rüstungsindustrieller, Waffenfabrikant

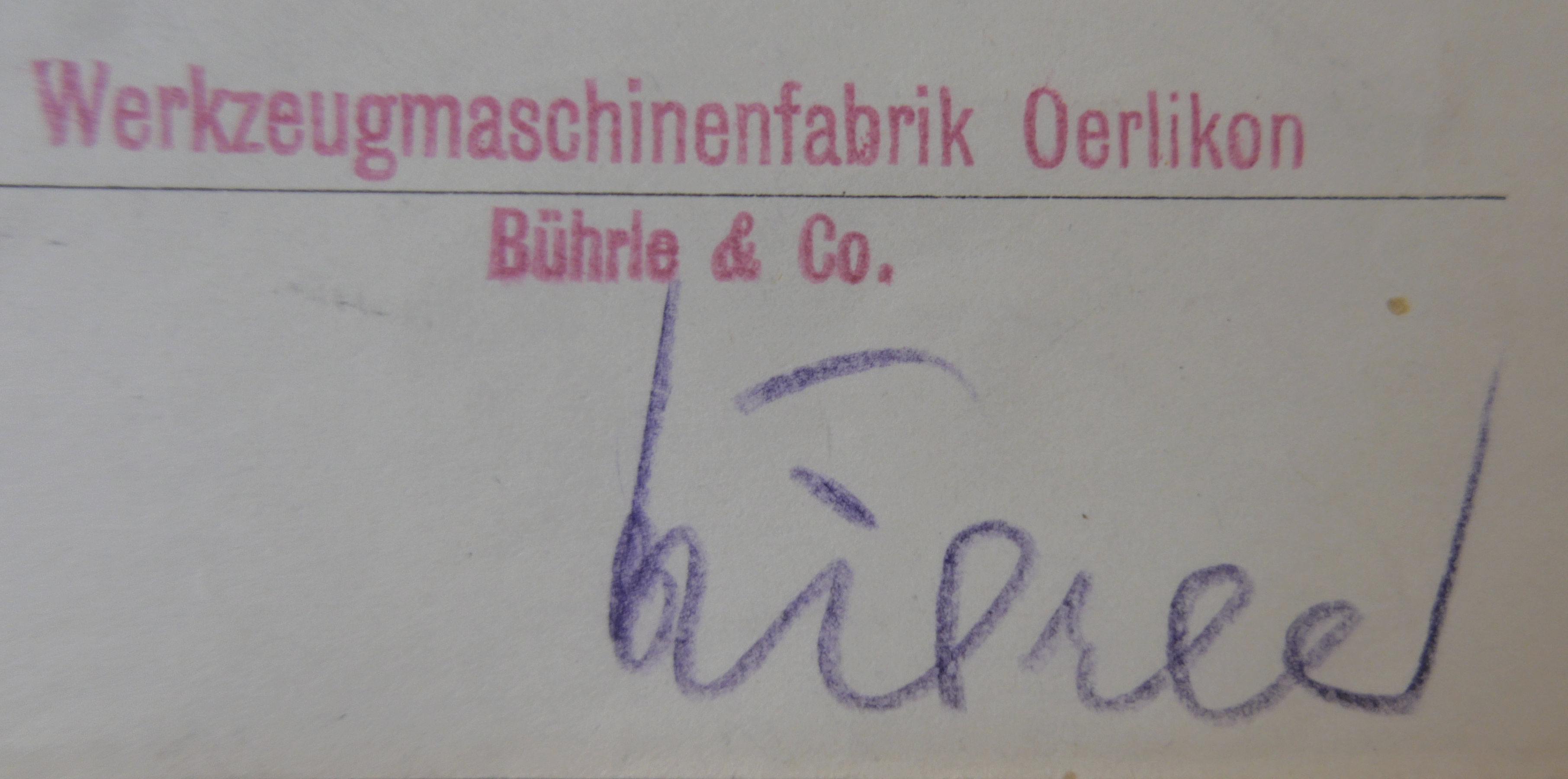
Bührles Unterschrift auf einer Vollmacht vom 20. November 1944 an Rechtsanwalt Dr. C.A. Spahn in Zürich "betreffend Transfer von 49 Einzahlungen des Oberkommando der deutschen Kriegsmarine". Das Dokument befindet sich im Schweizerischen Bundesarchiv in Bern

1929 konnte Emil G. Bührle die chinesische Bürgerkriegsregierung Chiang Kaisheks mit 120 Kanonen beliefern, und fast gleichzeitig orderte auch Chinas Kriegsgegner Japan Waffen bei Bührle. Im Folgejahr wurden 45 Geschütze unter falscher Deklaration (der Versailler Vertrag verbot solche Geschäfte mit Deutschland) nach Deutschland geliefert. In den 1930er-Jahren stieg die Nachfrage nach Waffen weltweit, und die Werkzeugmaschinenfabrik Oerlikon erhielt unter anderem Aufträge aus Grossbritannien, Frankreich, Nord- und Südamerika, Finnland, Estland, Lettland, der Tschechoslowakei, der Türkei und der Sowjetunion.
Der Hauptkunde im Zweiten Weltkrieg war das Deutsche Reich, welches zwischen 1941 und 1944 jährlich ein Auftragsvolumen von jeweils 120 bis 180 Millionen Schweizer Franken auslöste; die Alliierten dagegen konnten nicht beliefert werden, da die Schweiz in dieser Zeit vollständig von Kriegsgegnern der Alliierten umgeben war. Die USA und Grossbritannien produzierten die Oerlikon-Bührle-Geschütze aber in grosser Stückzahl auf Lizenzbasis.
Bührles Aktivitäten in der Rüstungsproduktion und Rüstungsexporten hat die Unabhängige Expertenkommission Schweiz – Zweiter Weltkrieg detailliert untersucht. Ihre Bewertungen wurden 2002 publiziert. Danach wurden vor dem Zweiten Weltkrieg das republikanische Spanien (also Francos Gegner) und das unabhängige Abessinien (im Kolonialkrieg gegen das faschistische Italien) genauso beliefert wie die baltischen Länder, die Tschechoslowakei, Griechenland, China, die Türkei, Frankreich, die Niederlande und Grossbritannien.

Emil Bührle (mit Stock) begleitet den äthiopischen Kaiser Haile Selassie durch die Oerlikon-Bührle-Fabrik (1954)

Die Lieferung von Rüstungsgütern an das Deutsche Reich und Italien in der Zeit des Zweiten Weltkrieges erfolgte auf Anforderung der schweizerischen Regierung. Hierbei handelte es sich ausschliesslich um Flugabwehrkanonen und Zubehör. Von der unabhängigen Expertenkommission werden diese Waffenlieferungen als nicht kriegsentscheidend und nicht kriegsverlängernd eingestuft.
Nach dem Zweiten Weltkrieg geriet Oerlikon-Bührle in die Verlustzone. Mit dem Aufkommen des Kalten Kriegs waren die Kanonen aber wieder gefragt. 1947 strichen die USA Bührle von der Schwarzen Liste, weil die Navy Flugabwehrraketen bei ihm ordern wollte. In den Nachkriegsjahren tätigten die Werkzeugmaschinenfabrik Oerlikon und Bührle auch im grossen Stil illegale Waffengeschäfte, unter anderem mit Abnehmern in Hyderabad und Pakistan. Bührle betrieb globalen Waffenschmuggel. Wiederholt führte er  Unannehmlichkeiten in den Schweizer Aussenbeziehungen aktiv herbei, indem er andere Staaten gegen die Schweiz in Stellung brachte und die Schweizer Neutralitätspolitik gefährdete.

### Zwangsarbeit in der Spinnerei in Dietfurt SG
Im Jahr 2021 wurde bekannt, dass in Bührles Spinnerei in Dietfurt SG in hunderten Fällen systematische Zwangsarbeit erfolgte. Bührle betrieb ein unmittelbar an die Fabrik angeschlossenes, von Nonnen geführtes Mädchenheim. Dort mussten junge Frauen aus der ganzen Deutschschweiz, gegen ihren Willen von verschiedenen Fürsorgebehörden eingewiesen, Zwangsarbeit leisten. Während ihres unfreiwilligen Aufenthalts im Heim mussten die zumeist minderjährigen Mädchen unbezahlte Fabrikarbeit verrichten. Auch junge Italienerinnen wurden unter strengen Regeln in dem Heim untergebracht.

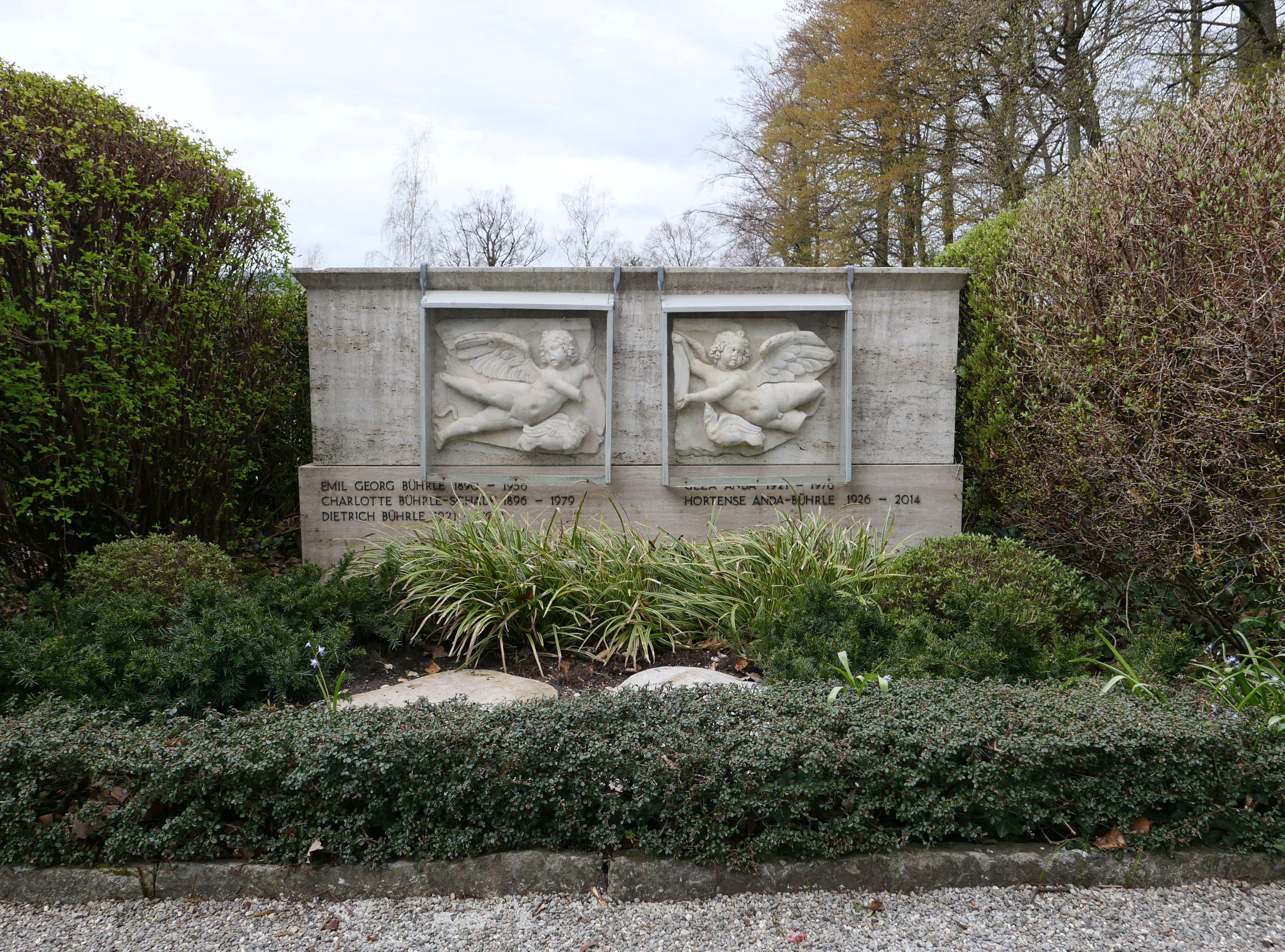
Das Grab von Emil Georg Bührle und seiner Familie auf dem Friedhof von Rüschlikon

### Spätes Leben
Um unabhängiger vom Rüstungsgeschäft zu werden, kaufte Bührle drei in finanzielle Schwierigkeiten geratene Textilbetriebe und begann mit dem Bau von Motoren und Eisenbahnbremsen. 1949 gründete Bührle die Industrie- und Handelsbank IHAG und schuf damit für seine industrielle Tätigkeit eine eigene Hausbank. Emil G. Bührle starb am 28. November 1956 während der Arbeit an einem Herzversagen. Sein Sohn Dieter Bührle übernahm darauf die Leitung des Unternehmens.

### Bührle als Kunstsammler und Mäzen

#### Spenden
1941 wiesen Theatermacher eine Zuwendung Bührles in Höhe von zwei Millionen Schweizer Franken an das Zürcher Schauspielhaus zurück: Die Belegschaft, die zu einem grossen Teil aus Nazi-Deutschland immigriert war, wollte kein «Blutgeld», wie sie es ausdrückte, annehmen. Von 1942 an gehörte E.G. Bührle dem Komitee der Internationalen Musikfestwochen Luzern (seit 2000 Lucerne Festival) an und zahlte bis zu seinem Tod deren jährlichen Defizite. Folgende Stiftungen sind auf Bührle zurückzuführen: die Emil-Bührle-Stiftung für das Schweizerische Schrifttum (1943, 1993 gelöscht) und die Goethe-Stiftung für Kunst und Wissenschaft (1944) sowie die Stiftung des Anbaus des Kunsthauses Zürich (1954).

#### Kunstsammlung

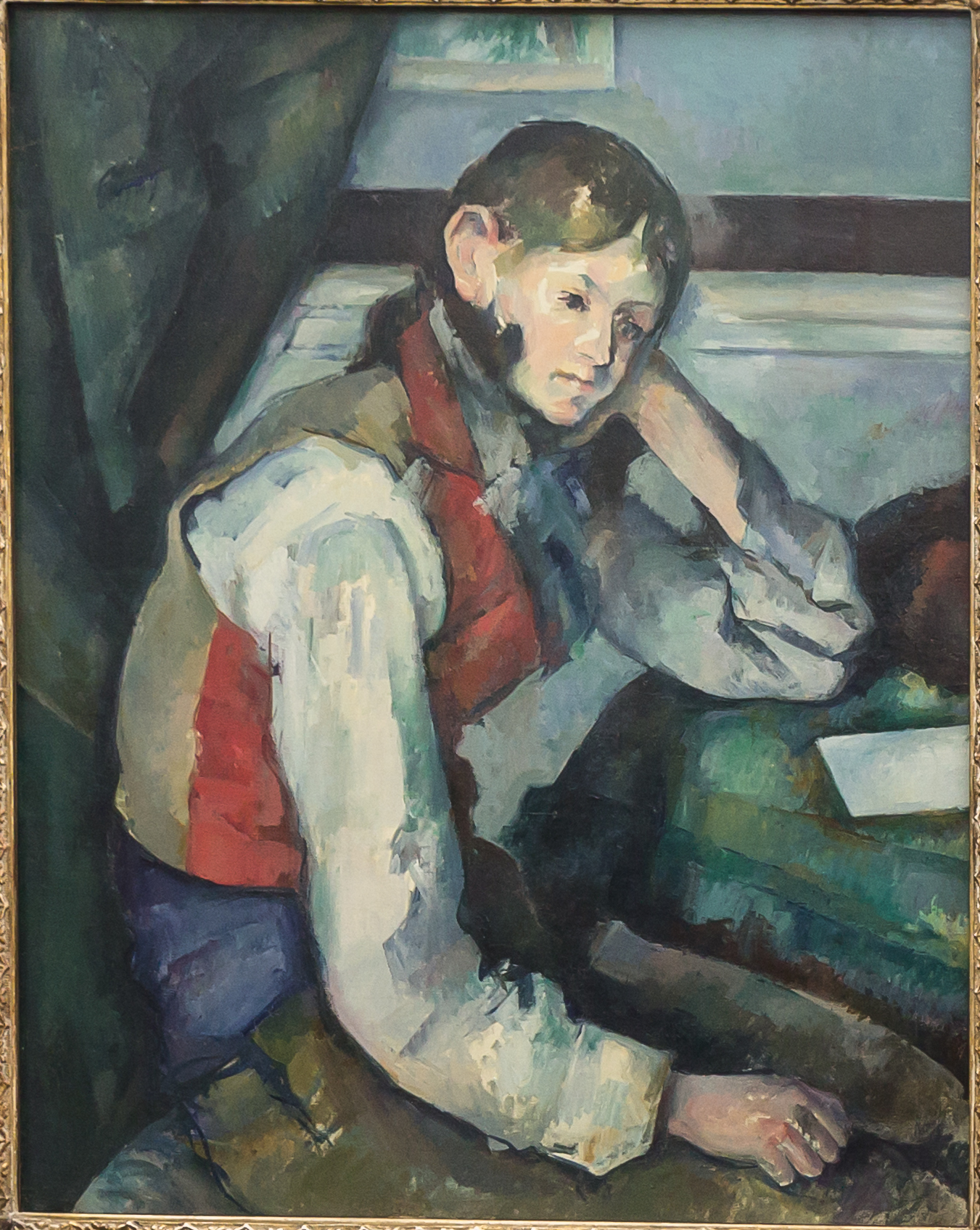
Paul Cézanne, Der Knabe mit der roten Weste

Bührles erste Erwerbungen waren 1920 zwei Aquarelle von Erich Heckel, denen 1924 ein Bild von Maurice de Vlaminck folgte. Der eigentliche Aufbau der Sammlung Bührle begann ab 1936, als die finanziellen Voraussetzungen geschaffen waren. Den grössten Teil seiner Sammlung (etwa 75 Prozent) erwarb der Sammler in der Zeit von 1951 bis 1956. Beraten wurde Bührle unter anderem vom Galeristen Fritz Nathan und einem kleinen Kreis internationaler Händler in Paris, London und New York, zu denen neben Georges Wildenstein und Paul Rosenberg auch Max Kaganovitch und Frank Lloyd von der Marlborough Gallery gehörten. Die Sammlung umfasst neben mittelalterlichen Plastiken und Gemälden alter Meister vor allem Bilder des französischen Impressionismus und der klassischen Moderne, darunter Meisterwerke von Paul Cézanne (Der Knabe mit der roten Weste), Pierre-Auguste Renoir (La petite Irène) und Vincent van Gogh (Sämann).
Bührle stand in der Tradition von Sammlern in Deutschland, Skandinavien, Grossbritannien und den USA, die vor dem Ersten Weltkrieg und in den Zwischenkriegsjahren die französische Moderne ins Zentrum ihres Interesses gerückt hatten. Diese Vorliebe prägte auch viele Sammlungen in der Schweiz, wie etwa ein Vergleich mit der nach 1920 entstandenen Sammlung «Am Römerholz» von Oskar Reinhart im benachbarten Winterthur zeigt.
Drei Fünftel der Sammlung Bührles wurden 1960 von den Erben in die Stiftung Sammlung E. G. Bührle eingebracht und sind seitdem der Öffentlichkeit zugänglich. Auch die im Familienbesitz verbliebenen Kunstwerke wurden immer wieder in Ausstellungen gezeigt. Bei einer Ausstellung mit Werken der Sammlung 1990 in Washington D.C. kam es zu Protesten und Diskussionen in den Medien wegen Bührles Rolle als Waffenexporteur im Zweiten Weltkrieg und der teilweise nicht vollständig geklärten Herkunft der Bilder aus vormals jüdischem Besitz. Auch diese Frage untersuchte die Unabhängige Expertenkommission Schweiz – Zweiter Weltkrieg. Bührle musste dreizehn Gemälde aus französisch-jüdischem Besitz nach dem Zweiten Weltkrieg auf Grund eines Urteils des Bundesgerichts von 1952 an die Alteigentümer zurückgeben oder von diesen ein zweites Mal erwerben.

«Es gibt viele Möglichkeiten, auszudrücken, wer Bührle war. Letztlich bleibt aber, was er war, immer dasselbe: Er war ein Waffenfabrikant und Kunstförderer. Darin steckt eine Ambivalenz, die auszuhalten manchen schwerfällt.»

Ein Teil der Kunstsammlung von Bührle wird seit dem 11. Oktober 2021 im Kunsthaus Zürich ausgestellt. Im November 2020 wurde in diesem Zusammenhang eine Studie mit dem Titel Kriegsgeschäfte, Kapital und Kunsthaus – Die Entstehung der Sammlung Bührle im historischen Kontext von der Universität Zürich veröffentlicht.